# Pregled vaginalnog sekreta
Pregled vaginalnog sekreta je jednostavna i bezbolna metoda ispitivanja sekreta uzetog iz vagine, sa prednje i zadnje usne i kanala grlića materice. Od uzetog uzorka se pravi citološki razmaz koji se fiksira na mikroskopskoj pločici i boji specijalnim bojama. Posle bojenja vrši se mikroskopska analiza morfoloških osobina sekreta i ćelija u njemu u toku koje se mogu otkriti znaci zapaljenja  vagine, grlića materice, uzročnici infekcije, dobroćudne i zloćudne ćelije i druge patohistološke promene.

## Patofiziološke promene vaginalnog sekreta
Vagina je mišićno–sluzokožni organ koji prekriva sloj sluzokože koja je, zbog svoje građe, osjetljivija od kože i zato podložnija spoljnim uticajima i razvoju infekcije. Vagina je naseljena vaginalnom florom ili mnogobrojnim vrstama mikroorganizama koji nisu patogeni za ženu ako je ona imunokompetentna. Dakle, oni žive komensalnim ili čak simbiotskim načinom života. U odnosu na zadržavanje mikroorganizama na sluzokoži genitalija žena, flora vagine može biti;
- stalna - rezidentna, fiziološka flora
- prolazna – tranzitorna flora, koja u vaginu žene dospeva iz spoljašnje sredine, vazduhom, seksualnim kontaktom, hranom, vodom, dodirom prljavim rukama, a zadržava se u njoj kratkotrajno i ne izaziva promene vaginalnog sekreta.

Medutim, neki članovi normalne fiziološke flore vagine mogu dospeti u okolno tkivo i postati patogeni.
Unutrašnja površina  vagine je stalno vlažna. Zdrava vagina proizvodi sekret koji je vlaži i održava čistom, na sličan način na koji pljuvačne žlezde deluju u ustima. Sekret nastaje stalnim izlučivanjem (transudacijom) tečnosti iz njenih krvnih sudova i cervikalnih žlezda i žlezda tela materice. Vaginalni sekret (iscedak) normalna je pojava kod polno zrelih žena i najčešće je providan ili beličast, a osušen na donjem vešu može biti i žućkast. Izgled sekreta menja se tokom različitih faza menstrualnog ciklusa, trudnoće, emocionalnog stresa, promene načina ishrane, upotrebe različitih lekova (uključujući kontraceptive) ili tokom seksualne uzbuđenosti.
Prisustvo mlečne kiseline (oko 5‰) u vagini nastaje pretvaranjem glikogena iz površnih ćelija epitela koje se vremenom ljušte i postaju hrana mikrobima koje su normalni stanovnici vagine. Pod dejstvom Dederlajnovih bacila i drugih mikroorganizama, oslobođena mlečna kiselina uvećava kiselost u vagini što pogoduje rastu laktobacila koji sprečavaju razvoj uzročnika bolesti jer oni ne mogu opstati u takvoj (kiseloj) sredini.  vagine iznosi 4,0–5,0, a na promenu kiselosti utiče menstrualna krv, sperma i ispiranje vagine alkalnim sredstvima, antibiotici, promena hormonalnog statusa u trudnoći, dojenja, ili menopauzi, spermicidi, polni odnos infekcija, dovode do niske kiselost u vaginalni, i na taj način stvaraju uslove za razvoj zapaljenje vagine izazvano banalnim uzročnicima (streptokoke, stafilokoke, ešerihija koli).
Povećana kiselost nepovoljno može uticati na vaginalnu floru, jer stvara uslove za razvoj gljivica - kandide albikans izazivača gljivičnog oboljenja kandidijaze. Razvoj ove gljivice je izraženiji u žena sa narušenom funkcijom imunskog sistema, u toku antibiotske terapije poremećaja vaginalne flore, neodržavanja higijene genitalija i nekih sistemskih bolesti (diabetes mellitus, bolesti imunodeficijencije, maligne bolesti).
Kako naše telo luči različite sekrete, u koje spada i vaginalni, svaka žena treba da zna kada je to normalna pojava, a kada se radi o promeni ili poremećaju lučenja sekreta ili poremećaju ravnoteže između bakterija koje se normalno nalaze u vagini polno zrele žene, i njenog zapaljenja koje zahteva lečenje.
U reproduktivnom (plodnom) životnom dobu, svaka žene neposredno pre ili posle menstruacije ima normalni, jedva primetni vaginalni sekret. Nakon menstruacije, sekret je oskudan i bistar, pre i za vreme ovulacije bistar i nešto pojačan, a nakon ovulacije malo zamućen. Izgled iscedka se menja zbog toga sto pre menstruacije preovladava lučenje estrogena, a nakon menstruacije progesterona. Veliki broj žena te promene u izgledu iscedka jedva primećuje, ali onim pažljivijim i upućenijim vaginalni sekret može pomoći da odrede plodne dane.
Normalno je da pre prve menstruacije devojčice nemaju iscedak iz polnog organa, a ako se ipak iscedak pojavi, najčešće je uzrokovan lošom higijenom, vlažnom prljavom odećom ili dodirivanjem genitalija prljavim rukama. Oskudan iscedak iz polnog organa javlja se kod žena starije životne dobi (zbog suvoće vagine izazvana promenom hormonalnog statusa u menopauzi), ali i kod mlađih žena kod kojih su odstranjeni jajnici a nisu podvrgnute hormonskom lečenju. Međutim, i jedne i druge mogu da imaju pojačan sekret neprijatnog mirisa ako se u njihove polne organe, zbog hroničnih bolesti ili loše higijene nastane bakterije i mikroorganizmi.

## Vrste uzorkovanja sekreta
Bris vaginalnog sekreta može se uzimati za sledeće analize:
1, Stepen čistoće vaginalnog sekreta — je medicinski test za razvrstavanje pregledanog uzoraka vaginalnog sekreta u jednu od šest konsenzusom određenih grupa, na osnovu stepena njegove čistoće. Prva i druga grupa znače da je nalaz sekreta uredan. Treća grupa, u zavisnosti od subjektivnih tegoba pacijentkinje, uz bakteriološki vaginalni bris, zahteva specifičnu terapiju ili praćenje. Četvrta grupa sekreta označava gonoreju (triper). Peta grupa ukazuje na prisustvo trohomonas vaginalisa. Šesta grupa predstavlja gljivičnu infekciju, najčešće kandidijazu. Promene sekreta od treće do šeste grupe zahtevaju specifično lečenje uz obavezan kontrolni pregled, sve do normalizacije stepena čistoće (prva ili druga grupa). 
2. Bakteriološki pregled vaginalnog sekreta — je medicinski test kojim se utvrđuje stepen i vrsta bakterijskog zagađenja u sekretu vagine,  najčešće kod bakterijske vaginoze. . U ovom slučaju uzimaju se bakteriološki cervikalni (sa grlica materice) i bakteriološki vaginalni bris. Brisevi se zasejavaju na mikrobiološke podloge, uz pomoć kojih se određuje vrsta bakterija i njihova osetljivost na određene lekove. Na osnovu nalaza  bakteriološkog pregleda određuje se vrsta terapije. U grupi bakterija koje izazivaju upalu grlića materice mogu da budu uzročnici steriliteta i pobačaja, kao što su hlamidije (lat. Chlamydia trachomatis), mikoplazma i gonokoke.
3. Citološki pregled grlića materice na prisustvo maligniteta  — (PAP test–Papanikolau test) — Papanikolau test je metoda dopunskog ispitivanja u okviru ginekološkog pregleda koja ima za  cilj rano otkrivanje prekanceroznih i kanceroznih promena ćelija grlića materice, koje prethode karcinomu... „Od uvođenja Papanikolau testa, stopa javljanja raka grlića maternice je opala za oko 70 posto, a životi milioni žena su produženi“
4. Citohormonalni pregled vaginalnog sekreta
5. Ispitivanje sastava vaginalne flore — je medicinski test za određivanje ukupnog sastava vaginalne flore, ili skupa svih mikroorganizama (mikroflora, flora mikroorganizama, bakterijska flora) vagine kao njihovog staništa. Danas se veliki broj žena podvrgava ispitivanjima u cilju otkrivanja ili prevencije oboljenja koja mogu uticati na plodnost. Pregled svih neinfektivnih i infektivnih agenasa je nemoguć i zato se na osnovu ispitivanjem vaginalne flore mogu otkriti određeni funkcionalni poremećaji koji dijagnostiku mogu usmeriti u određenom pravcu.

## Način uzorkovanja sekreta
Vaginalni bris na stepen čistoće podrazumeva uzimanje uzroka sekreta iz vagine, uz odgovarajući proceduralni postupak. Najčešće se izvodi u toku redovnog ginekološkog pregleda ili prema određenim ginekološkim indikacijama ili tegobama pacijentkinje. 

Žena se postavi u ginekološki položaj i pripremi kao za svaku drugu ginekološku intervenciju. Ukoliko se uzima samo uzorak na stepen čistoće, on može da se dobije bez spekuluma, uvlačenjem sterilnog, ili sa spekulumom (ako se bris uzima za Papanikolau test)  za te svrhe namenjenog štapića ili četkice za uzimanje materijala iz vagine dugog oko 10–12 cm. Kružnim pokretom po vagini, struganjem ili prebrisavanjem četkicom sluzokože uzima se sadržaj koji se prenese na  predmetno staklo–pločicu, osuši na sobnoj temperaturi i prosleđuje u laboratoriju. Uzorak treba da bude adekvatno obeležen i zaštićen od oštećenja. Ukoliko se bris uzima uz pomoć spekuluma, onda se za uzorak uzima sekret sa karakterističnog mesta, bilo po obilju sekrecije, ili drugim osobinama (kolekcija, boja).

## Stepen čistoće vaginalnog sekreta
Razlikujemo šest grupa vaginalne čistoće, odnosno šest grupa vaginalnog sekreta, kako se to u svakodnevnoj ginekološkoj praksi primenjuje i među ženama govori;
Prva grupa vaginalnog sekreta odlikuje se prisustvom sluzi, ponekog leukocita i mnoštvom Doderleinovih bacila. Ovaj nalaz je dosta redak i susreće se kod devojčica pre puberteta.
Druga grupa vaginalnog sekreta sadrži malo leukocita i sluzi, dosta Doderleinovih bacila, poneki streptokok, stafilokok i redak bacil koli. Takav nalaz se smatra normalnim.
Treća grupa vaginalnog sekreta sadrži dosta leukocita, mnoštvo patogenih bakterija, nema Doderleinovih bacila, katkad se može naći i poneki Trihomonas vaginalis. Sekrecija tada ističe iz vagine, prlja rublje žene i stvara okolno crvenilo, svrab i bol. Nekada može proći nezapaženo i bez reakcije. Dosta veliki procenat žena ima u svom nalazu treću grupu vaginalnog sekreta koji, bez obzira na to da li smetnje postoje ili ne, treba da se leči upravo zbog toga što se infekcija ushodno širi i neopaženo pređe u hronična zapaljenja.
Četvrta grupa vaginalnog sekreta karakteriše se obilnom žućkastom sekrecijom. Izazivač je gram–negativni diplokok–gonokok. Veoma brzo se širi i zahvata veliki broj seksualno aktivnih a promiskuitetnih osoba, tako da u kratkom vremenskom intervalu oboli veći broj osoba. U narodu ova vrsta polno prenosive bolesti poznata je pod nazivom „triper“ ili „kapavac“, upravo zbog sekrecije koja se prilikom pritiska na penis iz njega izliva kapanjem. Iz tih razloga, skoro uvek se na pregled javlja muškarac koga pečenje pri mokrenju i obilje sekrecije upućuju na pregled. Naša zakonska obaveza je da prijavimo tu vrstu oboljenja, zbog ozbiljnosti posledica koje nosi neadekvatno lečenje i načina i brzine širenja infekcije. Istovremeno se sprovodi lečenje i muškarca i žene, antibiotikom na koji je uzročnik osetljiv. Gonokokna infekcija nekada prođe nezapaženo, ili se usled nedovoljnog terapijskog tretmana gonokok preseli ushodno i ugnezdi u cervikalnim žlezdama, tako da tu može dugo da nezapaženo boravi, ali i da izazove veoma ozbiljna oboljenja organa karlice.
Peta grupa vaginalnog sekreta izazvana je bičarem koji je normalan stanovnik završnih partija debelog creva–Trihomonas vaginalis. Aktivno se kreće, pa nepravilna higijena (pranje odoydo na gore ili nepravilno brisanje posle defekacije), kao i niz drugih momenata, mogu dovesti do infekcije ovim dosta upornim, neprijatnim i recidivima sklonim uzročnikom. Pored seksualnog puta, u ginekologiji veliki značaj u infekciji trihomonasom imaju mokraćni kateteri, pa se zato preporučuje upotreba samo sterilnih katetera za jednokratnu upotrebu.
Šesta grupa vaginalnog sekreta nastaje usled infekcije kandidom albikans. U preparatu se nalazi dosta leukocita, deskvaminisanih ćelija, sluz i kolonije gljivica kandide albikans, koja na sluzokoži vagine stvara malinast izgled, pa se dijagnoza može postaviti sa sigurnošću i bez uzimanja brisa. Isti taj uzročnik kod novorođenčadi može da izazove soor (mlečac), pa razlog infekcije treba potražiti u porođaju i kasnijoj higijeni ruku. Ova vrsta infekcije se prenosi polnim putem, a kisela sredina pogoduje za njen razvoj.

## Prevencija
Postoji čitav niz mera i postupaka koje žena može primenjivati kako bi smanjila rizik od narušavanja stanja vaginalne flore. Nepoštovanje sprovođenja u daljem tekstu navedenih mera može za posledicu imati pojavu vaginitisa ili malignih tumora grlića materice, kao najčešćih stanja i bolesti izazvanih promenama u sastavu vaginalnog sekreta.
- Izbegavati korišćenje u higijeni ženskih genitalija sprejeve ili mirisne dezodoranse i tampona neodgovarajućeg kvaliteta ili namene.
- Tuširanje genitalija treba vršiti toplom vodom, ali ne suviše često, pri čemu treba izbegavati jako alkalne sapune (jer često vlaženje vagine i sapuni i deterdženti neodgovarajuće pH vrednosti mogu promeniti normalnu ravnotežu mikroorganizama unutar vagine). [б]
- Pre seksualnog odnosa treba temeljno oprati dijafragmu, cervikalne kapu i aplikator spermicida nakon svake upotrebe.
- Prilikom seksa treba koristiti kondome, a posle svakog koitusa genitalije temeljno oprati.
- Kod upotrebe antibiotika, osobe sklone gljivičnoj infekciji moraju biti pod kontrolom lekara.
- Izbegavati seksualne kontakte sa nepoznatim i nepouzdanim partnerima. Telesnim tečnostima se mogu prenositi polno prenosivih bolesti i zato svaki nezaštićeni polni kontakt sa zaraženom osobom predstavlja visok rizik od dobijanja seksualno prenosivih bolesti.
- Svaka žena treba da zna kako da zaštite sebe i svoje partnere od polno prenosivih bolesti. Kod najmanje sumnje na zaražavanje seksualno prenosivom bolešću, žena mora da zatraži medicinski tretman kako bi izbegla dugoročne zdravstvene probleme.
- Dodirivanje ili češanje genitalija treba izbegavati, naročito neopranim rukama.
- Svaka žena treba posvetiti posebnu pažnju čistoći i redovnoj zameni donjeg rublja i tampona.
- Izbegavati seksualne odnose za vreme menstruacije, ili infektivnih bolesti genitalija.
- Redovan preventivni ginekološki pregled mora biti stalna potreba obaveza žena.
- Analni seks predstavlja veliki rizik, jer je sadržaj rektumu često zagađen.

## Napomene
1. ↑  Vaginoza je poremećaj vaginalne flore koji karakteriše smanjenje broja bakterija koje štite od infekcija ili izrazito povećanje broja bakterija koje se inače normalno nalaze u vaginalnoj flori (stafilokoka, streptokoka, ešerihija, proteus, enterokoka, gardnerela, mikroplazma itd)
2. ↑  Danas na tržištu postoji mnogo proizvoda namenjenih intimnoj nezi, među kojima se preporučuju oni koji su prilagođeni sluzokoži i koži intimnih delova tela. Najprihvatljivija su ona sredstva koja imaju kiselost  - 4,0, blagu tenzidnu bazu, sprečavaju isušivanje sluzokože posle pranja i ne sadrže parfeme.

## Literatura
- Živanović B. Vida, Zdravstvena nega u ginekologiji i akušerstvu, Beograd, 2004.

## Spoljašnje veze
- The American College of Obstetricians and Gynecologists
- 180 publikacija iz ginekologije na: PubMed - indexed for MEDLINE

|  | Molimo Vas, obratite pažnju na važno upozorenje u vezi sa temama iz oblasti medicine (zdravlja). |